# Huwajr al-Is
Huwajr al-Is (arab. حوير العيس) – miejscowość w Syrii, w muhafazie Aleppo. W 2004 roku liczyła 4011 mieszkańców.